# 松下育男
松下 育男（まつした いくお、1950年8月22日- ）は、日本の詩人。妻は1984年に群像新人文学賞評論部門優秀作を受賞した文芸評論家・詩人の松下千里。

## 人物・来歴
福岡県遠賀郡に生まれる。東京都立九段高等学校を経て、1974年に早稲田大学第一政治経済学部を卒業した。1975年、上手宰、三橋聡らと同人誌『グッドバイ』を、1976年には個人誌『榊』をそれぞれ創刊した。1979年、詩集『肴』でH氏賞受賞。
1990年代以降は長らく詩作から離れていたが、2005年、阿部恭久、佐々木安美と同人誌『生き事』を創刊する。

## 著書
- 『榊さんの猫 松下育男詩集』紫陽社, 1977
- 『肴』1978
- 『松下育男詩集』思潮社 新鋭詩人シリーズ, 1979
- 『ビジネスの廊下 松下育男詩集』新風舎, 1988
- 『きみがわらっている』ミッドナイト・プレス, 2003
- 『松下育男詩集』 (現代詩文庫) 思潮社, 2019
- 『コーヒーに砂糖は入れない』思潮社, 2021
- 『これから詩を読み、書くひとのための詩の教室』思潮社, 2022年4月 ISBN 978-4-7837-3826-8

### 共著
- 『空から帽子が降ってくる 共詩』高階杞一共著. 澪標, 2019